# Neferura
|                |     |     |     |
| \| \| \| \| \| |     |     |     |
|                |     |     |     |
| ra             | F35 | F35 | F35 |

| ra | F35 | F35 | F35 |

|                |     |     |     |
| \| \| \| \| \| |     |     |     |
|                |     |     |     |
| ra             | F35 | F35 | F35 |

| ra | F35 | F35 | F35 |

|                |     |     |     |
| \| \| \| \| \| |     |     |     |
|                |     |     |     |
| ra             | F35 | F35 | F35 |

| ra | F35 | F35 | F35 |

|                |     |     |     |
| \| \| \| \| \| |     |     |     |
|                |     |     |     |
| ra             | F35 | F35 | F35 |

| ra | F35 | F35 | F35 |

Neferura fue una princesa de la corte egipcia durante la XVIII Dinastía. Contemporánea a la época de corregencia entre Hatshepsut y Tutmosis III.
Neferura fue la primogénita de la reina Hatshepsut. Aunque muchos piensan que había nacido del romance adúltero entre Hatshepsut y su favorito Senenmut, no hay nada que confirme esto, se suele coincidir en la idea de que su padre era el faraón Tutmosis II.
Al morir Tutmosis II, Hatshepsut volcó todas sus esperanzas y ambiciones alrededor de la figura de su amada hija (aún muy pequeña), y se preocupó de proporcionarle una infancia tranquila y bien cuidada, tutelada por algunos de sus consejeros de confianza, primero Ahmose Pennejbet, y luego Senenmut. Los principales vestigios históricos, tanto de la princesa como del noble, provienen de unas curiosas esculturas «cúbicas» en la que ambos son representados en actitud firme pero cariñosa.
El propósito de Hatshepsut era asociar a Neferura al trono, fundando una nueva dinastía de reyes femeninos a su imagen y semejanza. Por ello, no dudó en nombrarla Heredera única al trono y presentarla en numerosas ocasiones como su sucesora, pese a que la reina-faraón estaba compartiendo el trono con su sobrino-hijastro Tutmosis III. Las relaciones entre ambos gobernantes siguen siendo un misterio, pero parece que Tutmosis III admiraba a su tía y pretendía aprender de ella. Debido a esto, no es de extrañar que se propusiera un matrimonio entre Tutmosis III y Neferura.
No obstante, ese matrimonio no llegó a producirse, o al menos no hay datos de ello. Los títulos que la madre concedió a su hija eran tan importantes que acabó por ser una Gran Esposa Real sin marido, pues llegó incluso a ocupar el cargo de Esposa del dios.
Hacia el año 16 de su reinado, las expectativas de Hatshepsut se desvanecerían súbita y dolorosamente con el deceso de Neferura. La joven no debía llegar aún a la veintena, por lo que las causas de una muerte tan temprana en el seno de la familia real no dejan de ser extrañas, y más ante el hecho de que la princesa murió a la vez que los otros dos apoyos de Hatshepsut: el sumo sacerdote Hapuseneb y Senenmut. Al desaparecer la sucesora y la niña de los ojos de la gran reina, esta no volvió a levantar cabeza y su estrella comenzó a declinar a favor de la de su joven sobrino.